# Эйхенская улица
Э́йхенская улица — улица в Петергофе. Соединяет Разводную улицу и Санкт-Петербургский проспект. Протяжённость улицы — около 0,9 км.

## История
Улица названа в 1836 году в честь управляющего и военного коменданта Петергофа Я. Я. Эйхена. В 1920-е годы улица была переименована в улицу Карла Либкнехта, в честь немецкого коммуниста Карла Либкнехта. Историческое название Эйхенская было возвращено решением Малого Совета Санкт-Петербургского городского Совета народных депутатов от 1 сентября 1993 года.

## География
Эйхенская улица пролегает с востока на запад (по нумерации домов), соединяя Разводную улицу и Санкт-Петербургский проспект к югу от улицы Морского Десанта. Пересекает Прудовую, Пролётную, Золотую и Конно-Гренадерскую улицы. Параллельно улице, с южной стороны, протекает Верхнесадский канал (канал Гольца), один из питающих пруды Петергофа. С другой стороны от канала находится Волконская улица, поэтому у Эйхенской улицы есть только нечётная сторона.

## Здания и сооружения
По нечётной стороне
- дом № 1/3 (Разводная ул., 5)  781721204870005 — дача Разумовской, построена в 1835—1839 гг.[2];
- дом № 3 (Прудовая ул., 5)  781721203900005 — дом Д. Н. Казина, деревянный, построен в 1835—1839 гг.[3];
- дом № 5 — дом О. Ф. Золотовой, построен в 1840—1849 гг.[4];
- дом № 11  781711203920005 — дом В. Ф. Кузьмина, построен в 1840—1849 гг., перестроен в 1952—1953 гг.[5];
- дом № 13/10  781711203930005 — дом И. Ф. Кузьмина, построен в 1835—1839 гг.[6];
- дома № 15, 15а, 17, 19, 21  781721203980005 — казармы лейб-гвардии Конно-гренадерского полка (с оградой и территорией):
  - дом № 15 — баня из комплекса казарм лейб-гвардии Конно-гренадерского полка, вторая половина XIX века, архитектор Н. К. Бипперн, объект культурного наследия регионального значения[7];
  - дом № 15А — конюшни для учебной команды из комплекса казарм лейб-гвардии Конно-гренадерского полка, позднее жилой дом, вторая половина XIX века, архитектор Н. К. Бипперн, объект культурного наследия регионального значения[8];
  - дом № 17 — казарма из комплекса казарм лейб-гвардии Конно-гренадерского полка, вторая половина XIX века, архитектор Н. К. Бипперн, объект культурного наследия регионального значения[7];
  - дом № 19 — кухня из комплекса казарм лейб-гвардии Конно-гренадерского полка, вторая половина XIX века, архитектор Н. К. Бипперн, объект культурного наследия регионального значения[9];
  - дом № 21 — конский лазарет из комплекса казарм лейб-гвардии Конно-гренадерского полка, позднее жилой дом, вторая половина XIX века, архитектор Н. К. Бипперн, объект культурного наследия регионального значения[10].

## Транспорт
По Эйхенской улице не проходит общественный транспорт. У примыкания улицы к Санкт-Петербургскому проспекту находится автобусная остановка «Фабричная улица», через которую проходит более 20 маршрутов.